# Hic Rhodus, hic salta

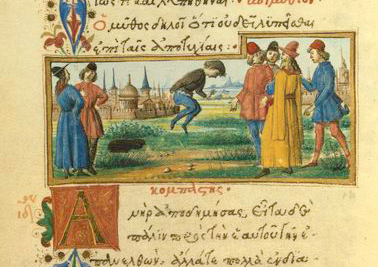
Historia

Hic Rhodus, hic salta, o traducido "¡Aquí está Rodas, salta aquí!" son palabras de la fábula El fanfarrón  de Esopo que trata de un fanfarrón que se niega a participar en un concurso de saltos aunque sostiene que cuando estaba en Rodas había saltado mucho más lejos que todos los presentes. La frase en su forma latina pasó a usarse como una exigencia de la demostración inmediata de lo que puede ser fácilmente probado.
La frase original en griego reza así: ἰδοῦ Ῥόδος, ἰδοῦ καὶ πήδημα (palabra por palabra, sería: "He aquí Rodas, he aquí también el salto"). La versión habitual de esta frase proviene de la obra de Karl Marx El 18 de brumario de Luis Bonaparte, quien reprocha a Hegel la creación del siguiente juego de palabras "Hier ist die Rose, hier tanze" (La rosa está aquí mismo, danza aquí mismo), que corresponde a Rhodus-rhodon (Rodi-rosa) y saltus-salta (salto-danza). Hegel afirmaba en la Filosofía del Derecho que: "la Filosofía es La Rosa en la Cruz del Presente". Aludiendo así a la frase de Martín Lutero que predicaba captar a Cristo como la rosa de la conciliación en la Historia percibida como el drama de la cruz, de la distancia entre inmanencia y trascendencia. 